# Giedżuch
Giedżuch (ros. Геджух) – wieś w Rosji, w Dagestanie, w rejonie derbenckim. W 2021 liczyła 6758 mieszkańców.